# Zhanhai
Zhanhai (kinesiska: 战海乡, 战海) är en socken i Kina. Den ligger i provinsen Hebei, i den norra delen av landet, omkring 180 kilometer nordväst om huvudstaden Peking. Antalet invånare är 7 628. Befolkningen består av 3 684 kvinnor och 3 944 män. Barn under 15 år utgör 13,0 %, vuxna 15-64 år 75 %, och äldre över 65 år 11,0 %.
Genomsnittlig årsnederbörd är 591 millimeter. Den regnigaste månaden är juli, med i genomsnitt 146 mm nederbörd, och den torraste är december, med 5 mm nederbörd.